# Loreto-di-Casinca
Loreto-di-Casinca est une commune française située dans la circonscription départementale de la Haute-Corse et le territoire de la collectivité de Corse. Elle appartient à l'ancienne piève de Casinca.
La plateforme ouverte du patrimoine alimentée par le Ministère de la Culture indique sur la commune de Loreto-di -Casinca "La communauté de Loreto, dépendant au Moyen Age de la circonscription ecclésiastique ou "piève" de Quadro (diocèse de Mariana) , érigée en paroisse au cours de la seconde moitié du 16e siècle, est formée de 60 feux en 1646 et de 86 feux en 1740, comme le mentionnent les rapports de visite pastorale de Monseigneur Marliani et Monseigneur Saluzzo, évêques de Mariana et Accia. Rattachée en 1790 au canton de Casinca, devenu canton de Vescovato en 1828, elle compte 824 habitants en 1831, 977 en 1856, 1 110 en 1876, 1 214 en 1886. La population ne cesse ensuite de décliner pour atteindre son niveau le plus bas en 1990 avec 225 habitants. Le recensement de 1999 en dénombrera 234".

## Géographie
Les communes limitrophes sont Monte, Silvareccio, Sorbo-Ocagnano, Venzolasca et Vescovato.

## Urbanisme

### Typologie
Au 1er janvier 2024, Loreto-di-Casinca est catégorisée commune rurale à habitat dispersé, selon la nouvelle grille communale de densité à sept niveaux définie par l'Insee en 2022.
Elle est située hors unité urbaine. Par ailleurs la commune fait partie de l'aire d'attraction de Bastia, dont elle est une commune de la couronne,. Cette aire, qui regroupe 93 communes, est catégorisée dans les aires de 50 000 à moins de 200 000 habitants,.

### Occupation des sols
L'occupation des sols de la commune, telle qu'elle ressort de la base de données européenne d’occupation biophysique des sols Corine Land Cover (CLC), est marquée par l'importance des forêts et milieux semi-naturels (96,9 % en 2018), une proportion identique à celle de 1990 (96,9 %). La répartition détaillée en 2018 est la suivante : 
forêts (82,1 %), milieux à végétation arbustive et/ou herbacée (14,8 %), zones agricoles hétérogènes (3,1 %). L'évolution de l’occupation des sols de la commune et de ses infrastructures peut être observée sur les différentes représentations cartographiques du territoire : la carte de Cassini (XVIIIe siècle), la carte d'état-major (1820-1866) et les cartes ou photos aériennes de l'IGN pour la période actuelle (1950 à aujourd'hui).

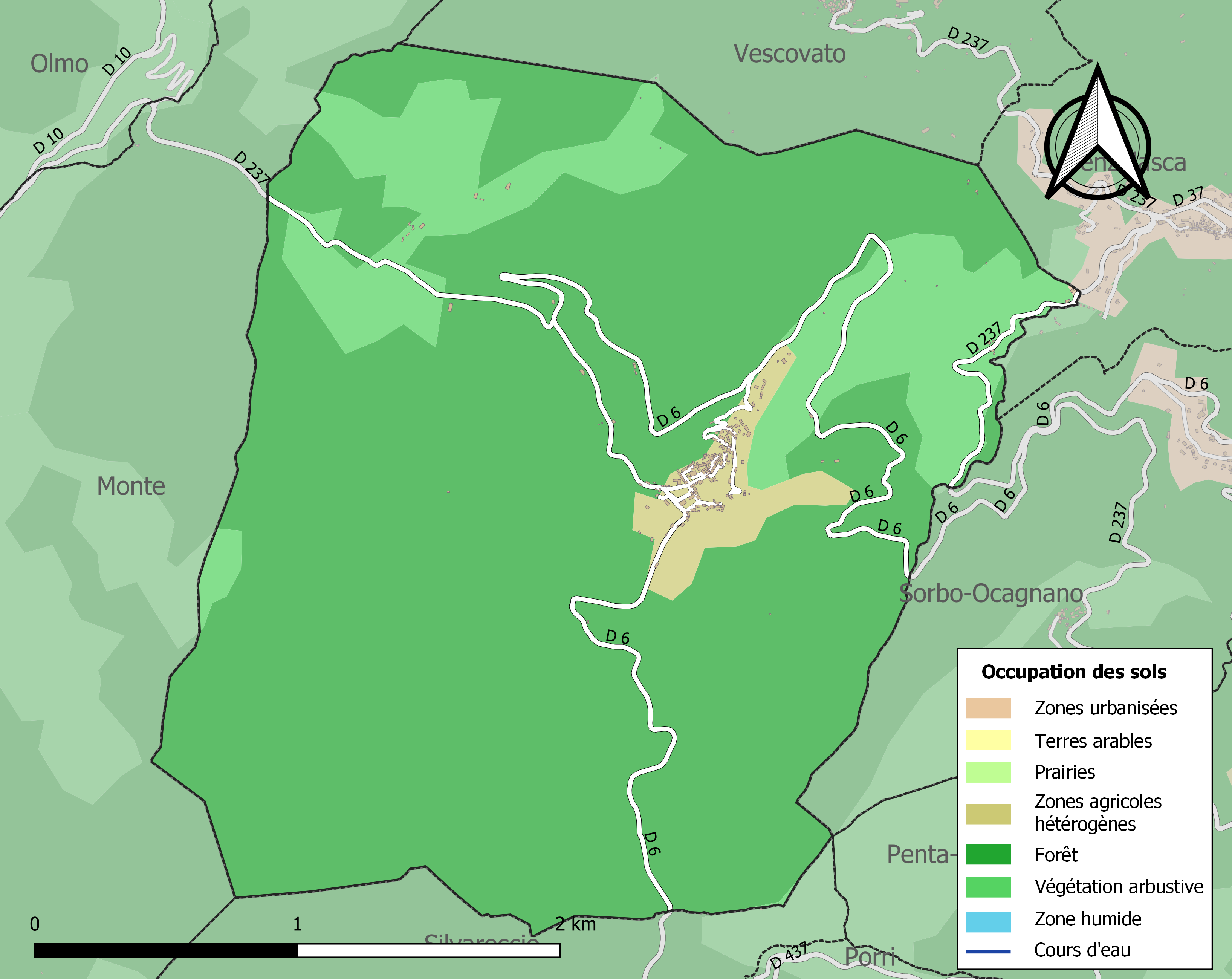
Carte des infrastructures et de l'occupation des sols de la commune en 2018 (CLC).

## Politique et administration
| Période                                  | Période  | Identité           | Étiquette | Qualité  |
| ---------------------------------------- | -------- | ------------------ | --------- | -------- |
| avant 1981                               | ?        | Laure Sammarcelli  |           |          |
| mars 2008                                | En cours | Simon Louis Gavini | DVD       | Retraité |
| Les données manquantes sont à compléter. |          |                    |           |          |

## Démographie
L'évolution du nombre d'habitants est connue à travers les recensements de la population effectués dans la commune depuis 1800. Pour les communes de moins de 10 000 habitants, une enquête de recensement portant sur toute la population est réalisée tous les cinq ans, les populations de référence des années intermédiaires étant quant à elles estimées par interpolation ou extrapolation. Pour la commune, le premier recensement exhaustif entrant dans le cadre du nouveau dispositif a été réalisé en 2008.

En 2022, la commune comptait 197 habitants, en évolution de −7,51 % par rapport à 2016 (Haute-Corse : +5,15 %, France hors Mayotte : +2,11 %).
| 1800 | 1806 | 1821 | 1831 | 1836 | 1841 | 1846 | 1851 | 1856 |
| ---- | ---- | ---- | ---- | ---- | ---- | ---- | ---- | ---- |
| 598  | 774  | 479  | 824  | 866  | 876  | 912  | 503  | 977  |

| 1861  | 1866  | 1872  | 1876  | 1881  | 1886  | 1891 | 1896  | 1901  |
| ----- | ----- | ----- | ----- | ----- | ----- | ---- | ----- | ----- |
| 1 033 | 1 062 | 1 058 | 1 110 | 1 197 | 1 214 | 939  | 1 024 | 1 144 |

| 1906 | 1911  | 1921 | 1926 | 1931 | 1936 | 1946 | 1954 | 1962 |
| ---- | ----- | ---- | ---- | ---- | ---- | ---- | ---- | ---- |
| 859  | 1 028 | 956  | 811  | 723  | 714  | 553  | 555  | 432  |

| 1968 | 1975 | 1982 | 1990 | 1999 | 2006 | 2008 | 2013 | 2018 |
| ---- | ---- | ---- | ---- | ---- | ---- | ---- | ---- | ---- |
| 430  | 255  | 213  | 225  | 234  | 247  | 251  | 218  | 210  |

| 2022 | - | - | - | - | - | - | - | - |
| ---- | - | - | - | - | - | - | - | - |
| 197  | - | - | - | - | - | - | - | - |

## Lieux et monuments
- Église Saint-André de Loreto-di-Casinca. L'édifice a été classé au titre des monuments historique en 1976[11].

## Personnalités liées à la commune
- Marcel Sammarcelli (1905-1978), officier de la 2ème DB, Compagnon de la Libération[12].